# Manoir de Vaumicel
Le manoir de Vaumicel anciennement Valmisset, puis Vaumisset, est une ancienne demeure fortifiée, du XVIe siècle, qui se dresse sur le territoire de la commune française de Vierville-sur-Mer dans le département du Calvados, en région Normandie. L'édifice est inscrit au titre des monuments historiques.

## Localisation
Le manoir est situé à 550 mètres au sud-sud-ouest de l'église Saint-André de Vierville-sur-Mer, dans le département français du Calvados.

## Historique
Le manoir a été bâti au XVIe siècle, probablement vers 1551, par Guillaume Canivet, partisan d'Henri IV, anobli en 1543. En 1589, lors des guerres de Religion, le manoir est incendié. Entre 1606 et 1808, il porta le nom de Valmisset, puis Vaumisset. La famille de Canivet conservera le manoir jusqu'en 1755. À cette date, il est vendu à Jean-Nicolas de Pleurre, conseiller honoraire à la grande chambre du Parlement de Paris, puis de nouveau cédé en 1809, il passe de mains en mains, quatre familles se succèdent jusqu'en 1903, dont la famille de Marguerye, quand le vicomte François de Bellaigue en fait l'acquisition. Ce dernier sera tué sur le front le 13 octobre 1915.

## Description
L'ensemble manorial se présente sous la forme d'une enceinte quadrangulaire dont les murs sont en pierre calcaire de même que les bâtiments aux toits d'ardoise. Construit à l'époque de la Renaissance, dont le logis conserve quelques caractéristiques, il offre un aspect défensif par ses tours percées de meurtrières.
Du portail double, seule subsiste la porte piétonne de nos jours murée, la porte charretière a disparu. À l'est le bâtiment épaulé par des Contreforts était défendu par deux tourelles qui n'existent plus mais dont l'une est encore visible sur le cadastre de 1923. Une construction déjà présente sur celui de 1963 fait la séparation entre le manoir et son jardin, et le haras adjacent qui occupe les anciens bâtiments de la ferme. Une tour indépendante abrite un ancien four à pain.

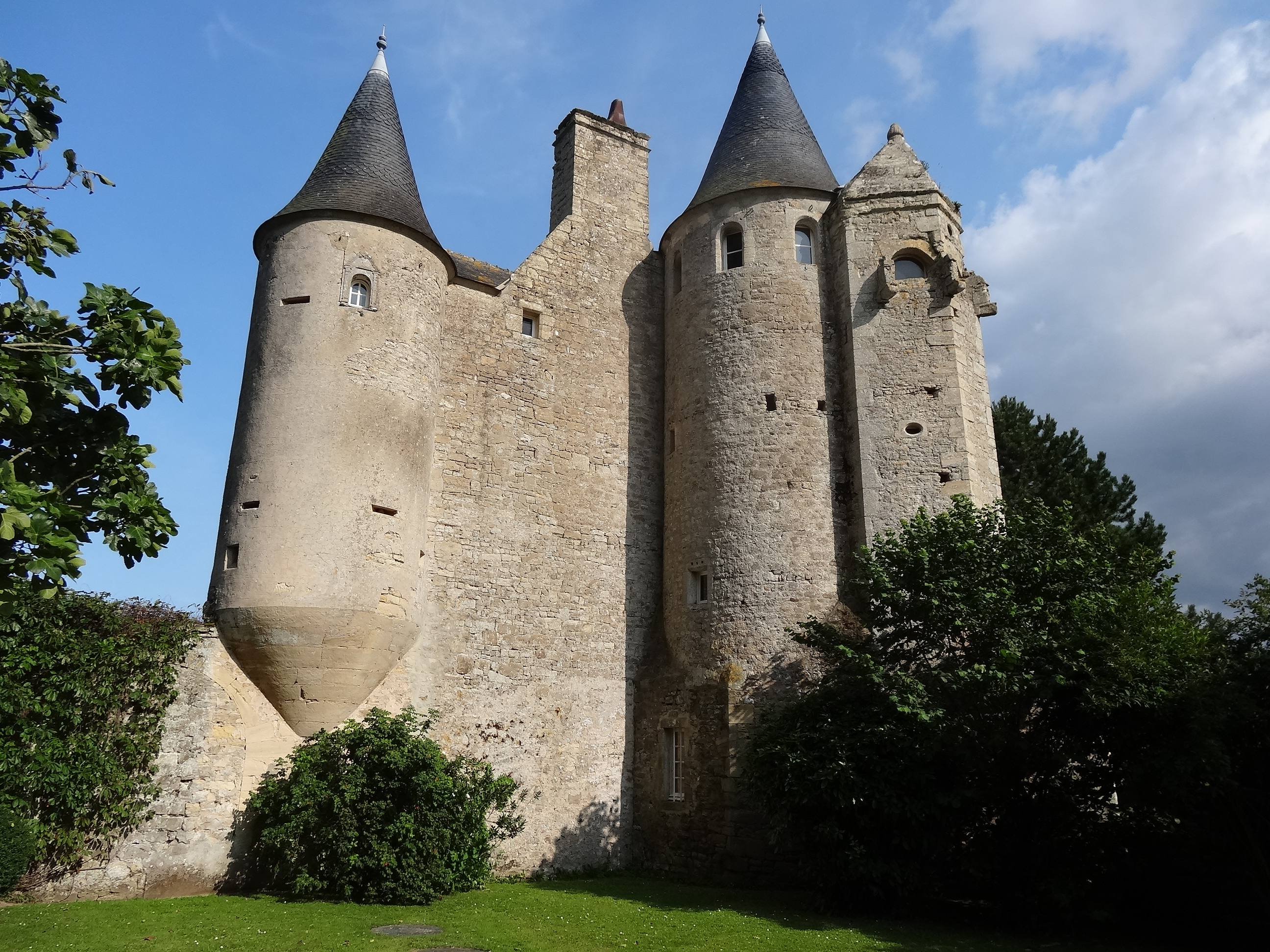
Aspect défensif de la façade ouest.
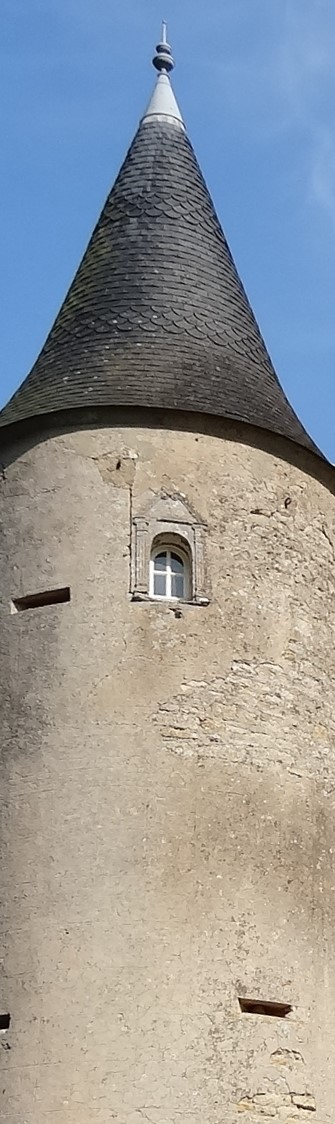
Fenêtre Renaissance et meurtrières d'une tour sur encorbellement.
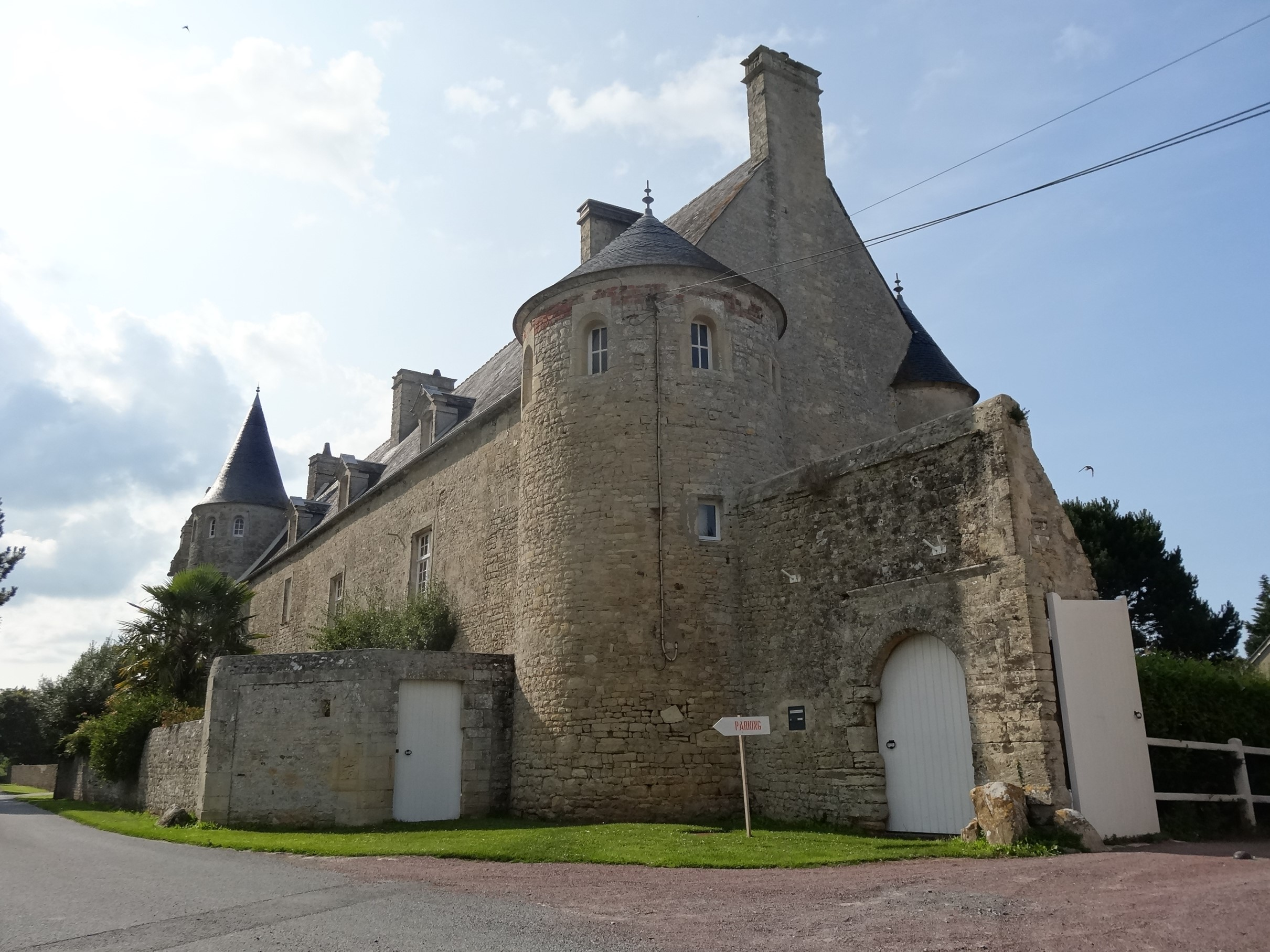
La façade sur rue avec porte piétonne à droite.

### Le logis
Le logis rectangulaire est séparé de la rue par un jardin fermé par un mur. Il est défendu aux angles par quatre tours rondes. Une tourelle à toit de pierre est accolée à celle du sud-ouest. Cette tourelle, qui garde des traces de mâchicoulis, servait de tour de guet et permettait, grâce à son escalier en vis d'accéder au pigeonnier de la tour adjacente. La tour sud-est du logis permettait de surveiller l'entrée du manoir. Côté nord les deux tours en encorbellement sont marquées par le style renaissance avec leurs fenêtres à fronton triangulaire ornées de pilastres. Elles sont  également percées de meurtrières qui rappellent leur caractère défensif. Toutes les lucarnes, sous lesquelles se fait une tentative d'alignement vertical des baies, ont été refaites au début du XXe siècle. La façade nord est percée d'ouvertures de dimensions inégales mais aucune n'est d'origine sauf une fenêtre à meneau à l'étage côté est et une petite baie du rez-de-chaussée.

## Protection
Le manoir est inscrit au titre des monuments historiques par arrêté du 15 juin 1927.